# Nguyễn Hoàng Giang
Pour les articles homonymes, voir Nguyễn.
Dans ce nom vietnamien, le nom de famille, Nguyễn, précède le nom personnel.
Nguyễn Hoàng Giang, né le 31 mai 1997, est un coureur cycliste vietnamien.

## Biographie
Lors de la saison 2021, il se distingue en devenant champion du Viêt Nam sur route,. L'année suivante, il est sélectionné en équipe nationale pour participer aux Jeux d'Asie du Sud-Est, disputés dans son pays natal. 

## Palmarès
- 2015
  - An Giang Plant Protection Cup[3]
- 2016
  - 1re étape de la Ben Tre TV-Cup
  - 10e étape de l'An Giang Plant Protection Cup
  - 3e de la Ben Tre TV-Cup
- 2018
  - 9e étape de l'An Giang Plant Protection Cup
- 2020
  - 5e étape de la HTV Cup
- 2021
  -  Champion du Viêt Nam sur route